# Biełorusskaja (stacja metra na linii Kolcewaja)
Biełorusskaja (ros. Белорусская – Białoruska) – stacja moskiewskiego metra linii okrężnej (kod 067). Przez dwa lata stacja pełniła funkcję końcowej, do czasu otwarcia odcinka Biełorusskaja - Park Kultury domykającego okrąg. Na stacji istnieje możliwość przejścia na stację Biełorusskaja linii Zamoskworieckiej. Nazwa stacja pochodzi od dworca Białoruskiego. W 2002 roku pod jedną z marmurowych ławek wybuchła bomba raniąc 7 osób. Wyjścia prowadzą na ulice Gruzinskij Wał, Twerskaja Zastawa, Butyrskij Wał, Lesnaja i dworzec Białoruski.

## Wystrój
Stacja jest trzykomorowa, jednopoziomowa, posiada jeden peron. Motywem przewodnim jest kultura i ekonomia Białorusi. Architekci za projekt stacji zostali odznaczeni Nagrodą Stalinowską w 1951 roku. Pylony pokryto jasnym marmurem, a zdobienia na nich wykonano z marmuru i szkła. Pieczołowicie zdobiony sufit ozdobiono 12 mozaikami przedstawiającymi życie na Białorusi. Ściany nad torami pokryto białymi płytkami ceramicznymi. Podłogi wyłożone były szarymi, białymi i czerwonymi kafelkami ułożonymi w kształcie narodowego, białoruskiego ornamentu do czasu remontu w 1994 roku, gdy zastąpiono je polerowanymi granitami. Wschodnia ściana centralnej komory była udekorowana rzeźbami "Sowiecka Białoruś" (Советская Белоруссия) do 1997 roku, gdy usunięto ścianę w celu wybicia drugiego wyjścia ze stacji (otwarcie wschodniego westybulu na ulicy Leśnej odbyło się 25 sierpnia 1997). Fryzy zachodniego westybulu (znajdującego się koło dworca) ozdobiono płaskorzeźbami, we wschodnim znajduje się majolika autorstwa Graça Morais. W przejściu na drugą stację znajduje się kolejna kompozycja rzeźb przedstawiająca białoruskich partyzantów.

## Galeria

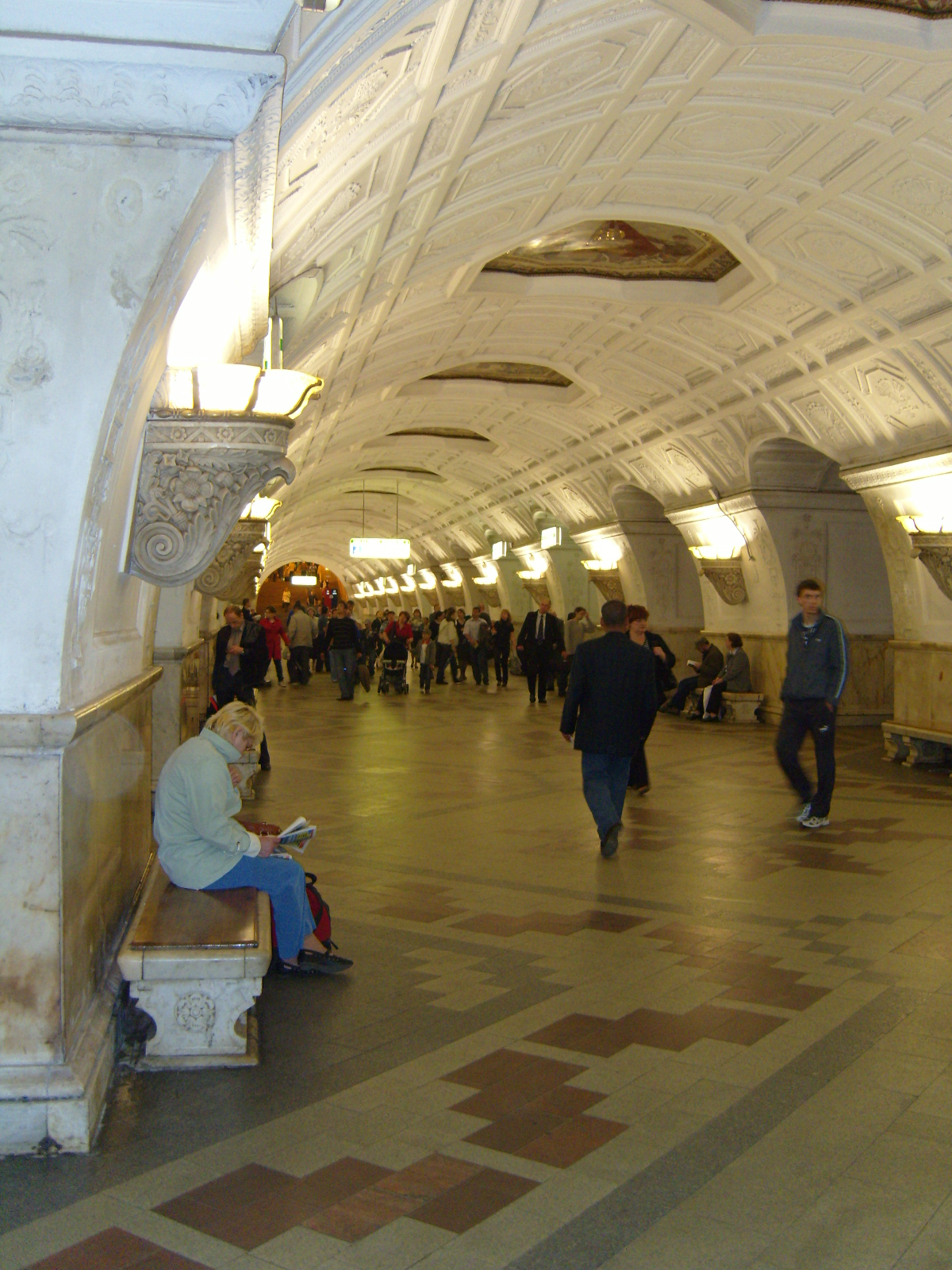
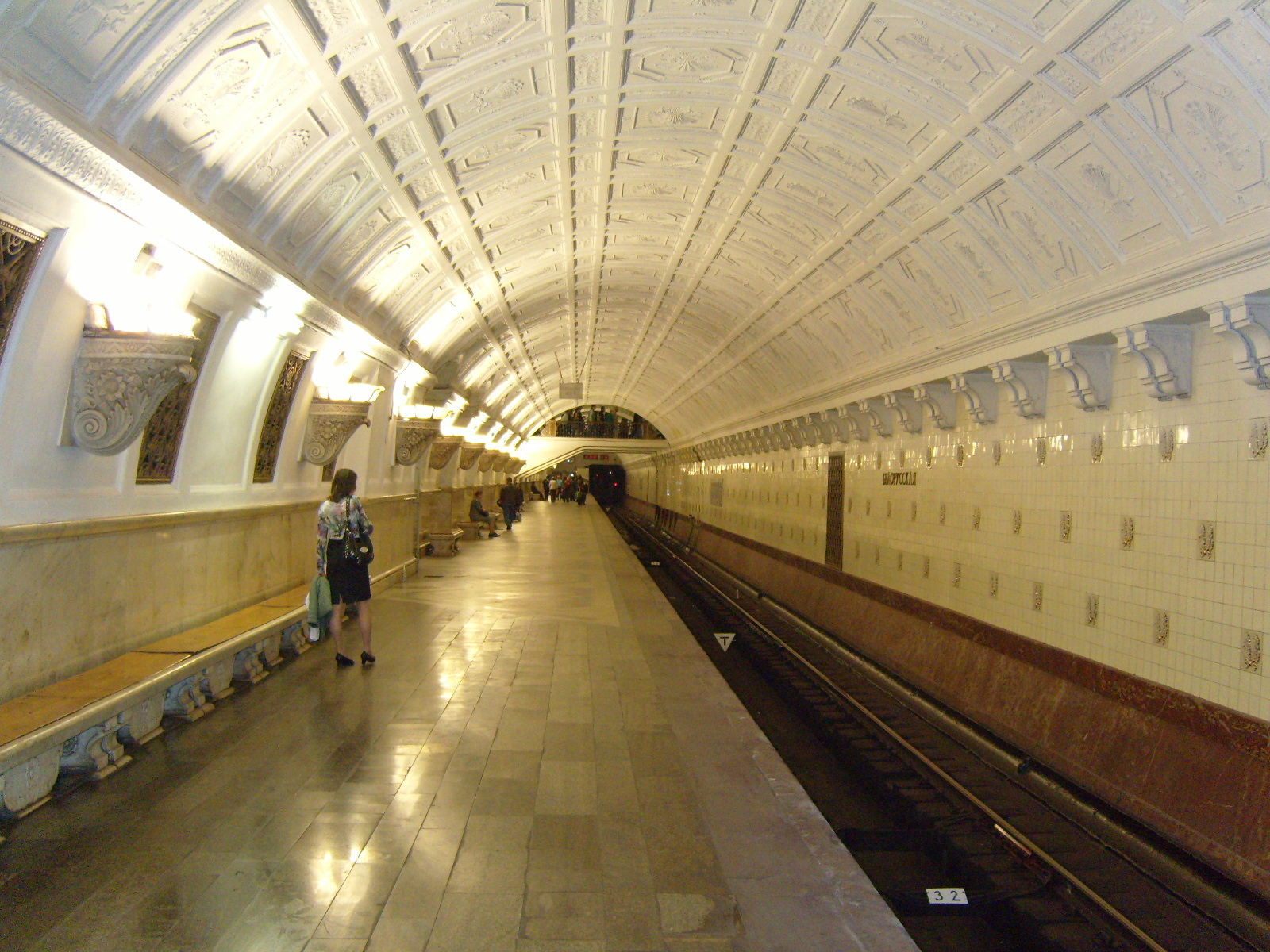
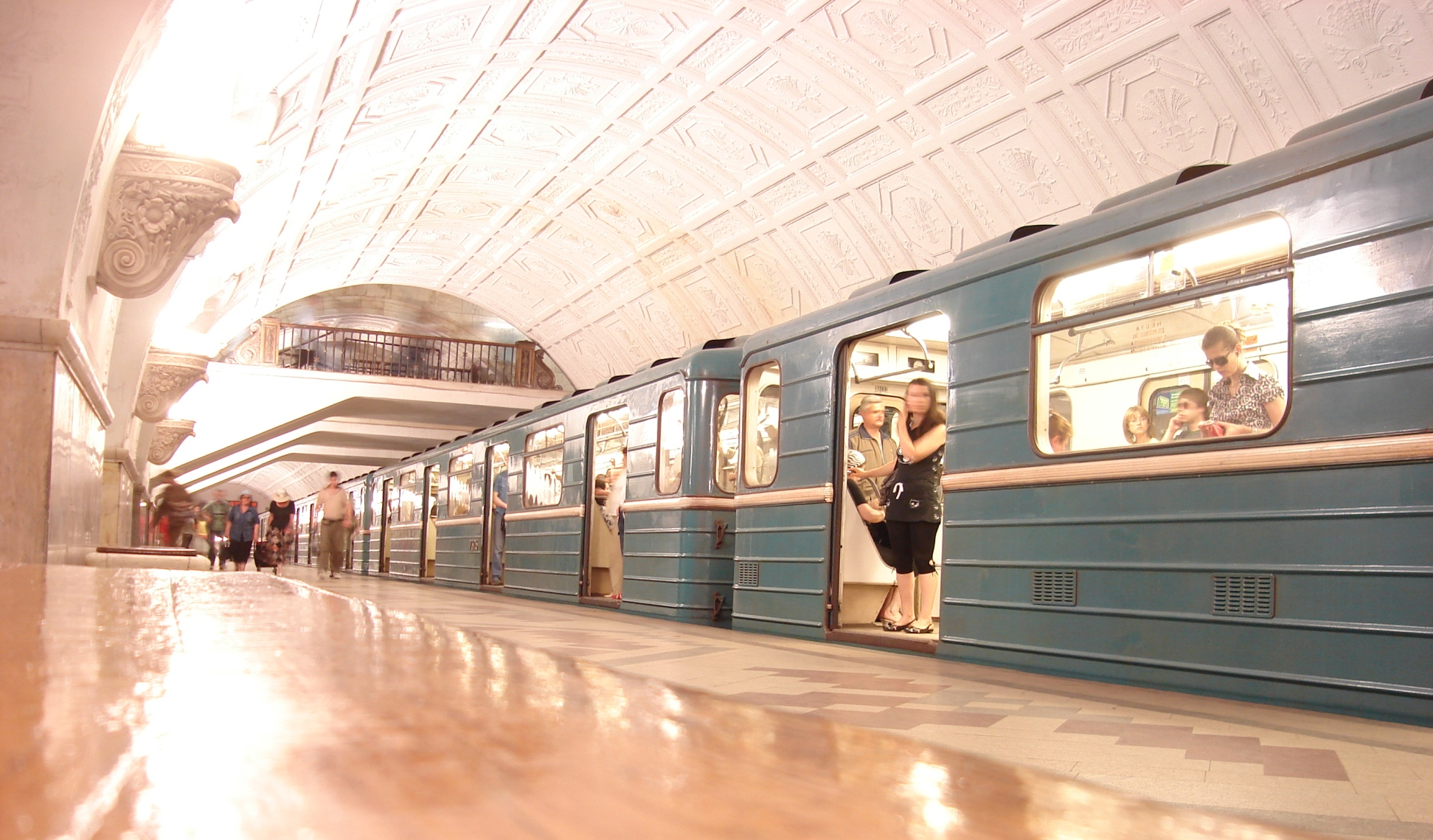